# Джакомо Феррі
Джакомо Феррі (італ. Giacomo Ferri, нар. 20 січня 1959, Крема) — італійський футболіст, що грав на позиції захисника. По завершенні ігрової кар'єри — тренер.

## Ігрова кар'єра

Феррі (праворуч) у грі за «Торіно» 1986 року.

Народився 20 січня 1959 року в місті Крема. Вихованець юнацьких команд місцевого однойменного клубу. В сезоні 1975/76 дебютував в іграх головної команди «Крема» у четвертому італійському дивізіоні.
1976 року юного захисника запросив до своїх лав «Торіно». В туринському клубі виступав за молодіжну команду, а 1978 року був відданий в оренду до команди Серії C1 «Реджина», в якій провів три сезони.
1981 року повернувся до «Торіно», де нарешті дебютував в іграх головної команди. Захищав її кольори до 1989 року, провівши за цей час 186 матчів у Серії A.
За результатами сезону 1988/89 «Торіно» втратив місце в елітному італійському дивізіоні, і його залишила низка гравців, включно  з Феррі. Захисник продовжив кар'єру в «Лечче», де відіграв ще два сезони в Серії A, після чого команда також вибула до Серії B, на рівні якої Феррі й провів заключні сезони ігрової кар'єри в 1991—1993 роках.

## Кар'єра тренера
Розпочав тренерську кар'єру невдовзі по завершенні кар'єри гравця, 1994 року як тренер молодіжної команди «Реджини».
1998 року перейшов до структури «Торіно», в якій працював до 2005 року як тренер юнацьких і молодіжних команд, команди дублерів, входив до тренерського штабу головної команди, а навесні 2003 деякий час був її головним тренером. Під його керівництвом туринці провели шість ігор в Серії A, в яких не здобули жодної перемоги.
У липні—жовтні 2005 року очолював тренерський штаб «Казале», команди четвертого італійського дивізіону, з якою також не зумів здобути бодай однієї перемоги, зазнавши 6 поразок при 8 нічиїх у 14 проведений на чолі команди іграх.